# Club Bàsquet Olesa
El Club Bàsquet Olesa (CB Olesa) és un club de basquetbol d'Olesa de Montserrat.
El bàsquet començà a Olesa al Casal Catequístic l'any 1929. El febrer de 1932 s'integrà a la Federació de Joves Cristians de Catalunya, organisme que organitzava les seves competicions de basquetbol, amb el nom Rerum Novarum. Després de la guerra civil el CC Olesa es reorganitzà i ingressà a la Federació Catalana la temporada 1948-49. Per problemes econòmics el club va haver de deixar la Federació i es va inscriure a la competició que organitzava l'Obra Atlètic-Recreativa (OAR). Els problemes econòmics provocaren diverses aparicions i desaparicions, fins a la desaparició definitiva del Casal l'any 1978.
El CB Olesa, per la seva banda, va tenir les arrels en el club fundat pel Frente de Juventudes el 1939, que acabà desapareixent. El CB Olesa va ser fundat el 1943. L'any 1952, l'equip format per Salvador Ballús, Salvador Boada, Lluís Checa, Francesc Carreras, Òscar Duxans, Emili Ribas, Francesc Margarit i Eugeni Company, entrenat per Francesc Jansana, arriba a la primera divisió del Campionat de Catalunya, on durant força temporades competirà contra Barça, Joventut, Espanyol o Laietà.
L'equip femení va néixer l'any 1965 sota l'aixopluc de la Sección Femenina. Més tard va renéixer amb el nom Centre d'Esports Femení-CEF, fins a l'any 1984, en que s'integrà dins del CB Olesa. El CB Olesa - Espanyol va participar en la lliga espanyola de bàsquet femení, gràcies a la col·laboració del Reial Club Deportiu Espanyol, que va ajudar el Club Bàsquet Olesa a comprar la plaça del desaparegut UB Barça.

## Palmarès
- 2 Lligues catalanes de bàsquet femenina: 2008-09, 2009-10
- 1 Lliga catalana de bàsquet femenina 2: 2004-05